# Netzhoppers Königs Wusterhausen 2022-2023
Questa voce raccoglie le informazioni riguardanti il Netzhoppers Königs Wusterhausen nelle competizioni ufficiali della stagione 2022-2023.

## Stagione
Il Netzhoppers Königs Wusterhausen partecipa alla stagione 2022-23 con la denominazione sponsorizzata Energiequelle Netzhoppers KW-Bestensee.
In 1. Bundesliga ottiene un settimo posto in regular season, ottenendo quindi la qualificazione ai play-off scudetto, dove però non supera i quarti di finale, eliminato dal Lüneburg. In Coppa di Germania raggiunge i quarti di finale, prima di essere estromesso dal torneo per mano del Giesen; in Coppa di Lega, dopo la sconfitta in semifinale contro il Friedrichshafen, vince la finale per il terzo posto, superando il Lüneburg.

## Organigramma societario
Area direttiva
- Presidente: Edmund Ahlers

Area tecnica
- Allenatore: Tomasz Wasilkowski
- Allenatore in seconda: Patryk Gosztyła
- Assistente allenatore: Britta Wersinger
- Scoutman: Gerold Rebsch

Area sanitaria
- Medico: Kai Dragowsky, Winfried Höhn
- Fisioterapista: David Ewald

## Rosa
| N° | Nome              | Ruolo | Data di nascita   | Nazionalità sportiva |
| -- | ----------------- | ----- | ----------------- | -------------------- |
| 1  | Byron Keturakis   | P     | 11 gennaio 1996   | Canada               |
| 2  | Raymond Barsemian | S     | 13 settembre 1997 | Stati Uniti          |
| 3  | Mario Schmidgall  | P     | 2 maggio 1998     | Germania             |
| 4  | Yannick Goralik   | C     | 23 ottobre 1997   | Germania             |
| 5  | Max Chamberlain   | C     | 24 febbraio 1997  | Stati Uniti          |
| 7  | Malachi Murch     | S     | 4 gennaio 1995    | Australia            |
| 8  | Dirk Westphal     | S     | 31 gennaio 1986   | Germania             |
| 9  | Max Schulz        | S     | 25 agosto 2002    | Germania             |
| 11 | Theo Timmermann   | S     | 14 settembre 1996 | Germania             |
| 12 | Randy DeWeese     | O     | 5 giugno 1998     | Stati Uniti          |
| 14 | Kyler Presho      | C     | 8 agosto 1999     | Stati Uniti          |
| 15 | Moritz Eckardt    | L     | 15 giugno 2001    | Germania             |
| 16 | Gian-Luca Berger  | L     | 27 agosto 2002    | Germania             |
| 17 | Felix Baumann     | S     | 7 marzo 2005      | Germania             |

## Statistiche

### Statistiche di squadra
| Competizione      | Punti | In casa | In casa | In casa | In trasferta | In trasferta | In trasferta | Totale | Totale | Totale |
| Competizione      | Punti | G       | V       | P       | G            | V            | P            | G      | V      | P      |
| ----------------- | ----- | ------- | ------- | ------- | ------------ | ------------ | ------------ | ------ | ------ | ------ |
| 1. Bundesliga     | 10/17 | 12      | 3       | 9       | 13           | 4            | 9            | 25     | 7      | 18     |
| Coppa di Germania | -     | 0       | 0       | 0       | 2            | 1            | 1            | 2      | 1      | 1      |
| Coppa di Lega     | -     | -       | -       | -       | -            | -            | -            | 3      | 2      | 1      |
| Totale            | -     | 12      | 3       | 9       | 15           | 5            | 10           | 30     | 10     | 20     |

G = partite giocate; V = partite vinte; P = partite perse

### Statistiche dei giocatori
| Giocatore      | 1. Bundesliga | 1. Bundesliga | 1. Bundesliga | 1. Bundesliga | 1. Bundesliga | Coppa di Germania | Coppa di Germania | Coppa di Germania | Coppa di Germania | Coppa di Germania | Coppa di Lega | Coppa di Lega | Coppa di Lega | Coppa di Lega | Coppa di Lega | Totale | Totale | Totale | Totale | Totale |
| Giocatore      | P             | PT            | AV            | MV            | BV            | P                 | PT                | AV                | MV                | BV                | P             | PT            | AV            | MV            | BV            | P      | PT     | AV     | MV     | BV     |
| -------------- | ------------- | ------------- | ------------- | ------------- | ------------- | ----------------- | ----------------- | ----------------- | ----------------- | ----------------- | ------------- | ------------- | ------------- | ------------- | ------------- | ------ | ------ | ------ | ------ | ------ |
| R. Barsemian   | 18            | 143           | 130           | 7             | 6             | 1                 | 2                 | 1                 | 0                 | 1                 | 3             | 5             | 5             | 0             | 0             | 22     | 150    | 136    | 7      | 7      |
| F. Baumann     | 3             | 1             | 0             | 0             | 1             | -                 | -                 | -                 | -                 | -                 | -             | -             | -             | -             | -             | 3      | 1      | 0      | 0      | 1      |
| G. Berger      | 9             | 0             | 0             | 0             | 0             | 1                 | 0                 | 0                 | 0                 | 0                 | 0             | 0             | 0             | 0             | 0             | 10     | 0      | 0      | 0      | 0      |
| M. Chamberlain | 15            | 98            | 71            | 17            | 10            | 2                 | 15                | 13                | 1                 | 1                 | 3             | 19            | 13            | 4             | 2             | 20     | 132    | 97     | 22     | 13     |
| R. DeWeese     | 25            | 244           | 194           | 21            | 29            | 2                 | 26                | 23                | 1                 | 2                 | 3             | 49            | 41            | 4             | 4             | 30     | 319    | 258    | 26     | 35     |
| M. Eckardt     | 22            | 0             | 0             | 0             | 0             | 2                 | 0                 | 0                 | 0                 | 0                 | 3             | 0             | 0             | 0             | 0             | 27     | 0      | 0      | 0      | 0      |
| Y. Goralik     | 22            | 155           | 96            | 47            | 12            | 2                 | 12                | 8                 | 2                 | 2                 | 3             | 24            | 17            | 4             | 3             | 27     | 191    | 121    | 53     | 17     |
| B. Keturakis   | 23            | 74            | 24            | 28            | 22            | 2                 | 10                | 3                 | 5                 | 2                 | 3             | 3             | 2             | 1             | 0             | 28     | 87     | 29     | 34     | 24     |
| M. Murch       | 4             | 0             | 0             | 0             | 0             | 1                 | 0                 | 0                 | 0                 | 0                 | 0             | 0             | 0             | 0             | 0             | 5      | 0      | 0      | 0      | 0      |
| K. Presho      | 20            | 116           | 94            | 15            | 7             | 1                 | 0                 | 0                 | 0                 | 0                 | 2             | 6             | 5             | 0             | 1             | 23     | 122    | 99     | 15     | 8      |
| M. Schmidgall  | 19            | 19            | 11            | 7             | 1             | 1                 | 0                 | 0                 | 0                 | 0                 | 3             | 11            | 8             | 0             | 3             | 23     | 30     | 19     | 7      | 4      |
| M. Schulz      | 19            | 187           | 160           | 20            | 7             | 1                 | 1                 | 1                 | 0                 | 0                 | 0             | 0             | 0             | 0             | 0             | 20     | 188    | 161    | 20     | 7      |
| T. Timmermann  | 20            | 234           | 200           | 8             | 26            | 2                 | 26                | 22                | 2                 | 2                 | 3             | 41            | 36            | 1             | 4             | 25     | 301    | 258    | 11     | 32     |
| D. Westphal    | 23            | 139           | 123           | 9             | 7             | 2                 | 16                | 12                | 3                 | 1                 | 3             | 33            | 27            | 4             | 2             | 28     | 188    | 162    | 16     | 10     |

P = presenze; PT = punti totali; AV = attacchi vincenti; MV = muri vincenti; BV = battute vincenti